# 이치노카와역
이치노카와역(일본어: 市ノ川駅)은 일본 구마모토현 아소시에 위치한 규슈 여객철도 호히 본선의 철도역이다. 단선 승강장 1면 1선의 구조를 지닌 지상역이다.

## 역 주변
- 국도 제57호선

## 역사
- 1960년 3월 10일 : 일본국유철도가 개설.
- 1987년 4월 1일 : 일본국유철도 분할 민영화에 의해, 규슈 여객철도가 승계.

## 인접 역
| 호히 본선              | 호히 본선   | 호히 본선              |
| ---------------------- | ----------- | ---------------------- |
| 아카미즈 구마모토 방면 | ■ 호히 본선 | 우치노마키 오이타 방면 |